# Onthophagus smeenki
Onthophagus smeenki là một loài bọ cánh cứng trong họ Bọ hung (Scarabaeidae).